# BORN PINK
《BORN PINK》是南韓女子團體BLACKPINK的第二張錄音室專輯，在2022年9月16日由YG娛樂和新視鏡唱片發行，而這次發行也標記著她們自2020年推出首張錄音室專輯《THE ALBUM》之後再度推出全新的錄音室專輯。這張專輯由泰迪·朴、24、弗雷迪·韋克斯勒、Nohc、Paro等製作人共同製作，而BLACKPINK則是將《BORN PINK》視為該團體的“精髓”，並且從嘻哈音樂中汲取靈感，融合各種流派。
《BORN PINK》的音樂風格主要著重在流行音樂、嘻哈音樂、搖滾樂和電子舞曲，其旋律比其上一張專輯《THE ALBUM》的音樂節奏更快速。這些歌曲融合從迪斯可和泡泡糖流行到流行搖滾和舞台摇滚等元素，其歌詞討論愛情、自信、自我鼓勵、應對名聲和批評者等主題，而BLACKPINK成員Jisoo和Rosé亦參與這張專輯的曲目4Yeah Yeah Yeah的製作。
收錄於《BORN PINK》的兩首歌曲Pink Venom和Shut Down均登上告示牌全球二百大單曲榜冠軍，其中先行曲Pink Venom拿下10個國家歌曲排行榜冠軍，並且在南韓Circle數位榜和美國告示牌百大單曲榜分別登上第2和第22，而收錄於該專輯的第2首單曲Shut Down則是在南韓Circle數位榜和美國告示牌百大單曲榜分別登上第3和第25。先前與大逃殺電玩遊戲《PUBG Mobile》合作發布的宣傳單曲Ready for Love在這次專輯發行時亦被收錄，為了要宣傳專輯，BLACKPINK從2022年10月開始展開「Born Pink」世界巡迴演唱會。
這張專輯在發行後受到評論家的普遍好評，儘管專輯更強的製作和更個性化的歌詞獲得好評，但因其缺乏創新和音樂發展而受到批評。在商業表現方面，這張專輯在2天內售出220萬份而登上南韓Circle專輯榜冠軍，並成為最暢銷以及首張銷量突破200萬張的南韓女藝人專輯。這張專輯在美國成為自2008年Danity Kane的專輯《Welcome to the Dollhouse》以來第一張登上告示牌二百大專輯榜冠軍的女團專輯，除此此外，由於《BORN PINK》成為第一張登上告示牌二百大專輯榜和英國專輯排行榜冠軍的K-POP女團專輯，因此讓BLACKPINK取得兩項金氏世界紀錄。這張專輯不但獲得南韓音樂內容協會（KMCA）的「2x 百萬」認證，而且根據國際唱片業協會（IFPI）的說法，這張專輯在2022年全球所有格式的暢銷專輯中排名第八，並且在純銷量中排名第七。

## 背景
2022年3月7日，Jennie在YG娛樂藝人參與的一集韩国综艺节目《出差十五夜》當中透露BLACKPINK目前在製作新專輯時說道：「BLACKPINK也很快就會回歸，我不知道是否可以這樣說但由於我是這裡唯一的BLACKPINK成員，所以我就簡單說一下，請大家期待。」在2022年5月23日公開的《滾石雜誌》訪談中，BLACKPINK表示她們正在努力準備專輯，並準備好捲土重來。
在與大逃殺電玩遊戲《PUBG Mobile》合作當中，BLACKPINK發行宣傳單曲Ready for Love，並於2022年7月29日在YouTube上發布這首歌曲的動畫音樂影片。2022年7月31日，YG娛樂在BLACKPINK官方社交媒體釋出新專輯前導預告影片，並宣布將在8月份發行先行單曲、9月份發行新專輯之後，於10月份開始展開該團體的世界巡迴演唱會，經紀公司隨後確認這一張新專輯將錄製兩首歌曲的音樂錄影帶，並透露這是她們在音樂錄影帶上投入的最高製作預算。8月19日，新專輯的先行單曲Pink Venom正式發行，並且在同一天登上2022年MTV音樂錄影帶大獎頒獎典禮表演這首歌曲，標誌著她們在美國頒獎典禮上的首次演出，也使她們成為歷史上第一個在該活動表演的K-POP女子團體。
2022年9月6日，主打歌曲Shut Down的預告海報在BLACKPINK官方社群帳號上發布，並且在隔天釋出這張專輯的曲目列表。在其曲目列表當中共有8首歌曲，而據進一步透露BLACKPINK成員Jisoo和Rosé亦參與Yeah Yeah Yeah的填詞。9月10日至13日，各個成員的宣傳海報對外發布，最後在9月16日正式發行這張專輯和Shut Down的音樂錄影帶。

## 錄音與製作
在接受韓媒《Newsen》採訪時，Rosé表示：“如果專輯只專注於音樂，那麼這張專輯試圖表達BLACKPINK的精髓，就像它的標題‘BORN PINK’一樣，我們在保持原有身份的同時不斷嘗試新事物。”此外，她還補充說：「以整張專輯中的嘻哈音樂為基礎，結合各種流派，專注於表達BLACKPINK的淺色，至於我成功為自己創造我們從未做過的音樂而感到自豪。」對於歌曲的創作過程和風格，YG娛樂隨後表示許多BLACKPINK風格的音樂是經過很長一段時間的努力才完成的，而這張新專輯預計將包含許多具有樂團標誌性音樂風格的歌曲，至於這些音樂風格是成員們長期致力於的。經紀公司更進一步解釋這張專輯的標題《BORN PINK》描繪BLACKPINK天生與眾不同的自信和自尊，且不辜負團體的聲譽和無與倫比的存在感。
在首爾舉行的Pink Venom單曲發行線上記者會上，Jennie解釋如何選擇這首單曲來代表BLACKPINK的身份：「由於我們專輯的標題是《BORN PINK》，因此我們希望盡可能地在歌曲中傳達我們的身份，但因為『pink』和『venom』有矛盾的形象，因此我們認為那些單詞有點讓人想起我們。」在團體官方的《BORN PINK》發片直播上，Lisa分享這首Shut Down給她們團體一個第一印象，並說明她們如何選擇它作為專輯的第二首單曲：「我們在錄音室聽了Shut Down的樣本歌曲，當我們第一次聽到它時，我們就交換一下眼神，並且知道這一定是主打歌，因此我能夠勾勒出我們該如何去表演這首歌的草圖。」她還透露這首Shut Down具有明顯的BLACKPINK風格，是該團體能夠很好地表達的東西。
在一篇《綜藝雜誌》的文章當中，幾位曾在《BORN PINK》中發表作品的詞曲製作人討論他們對這張唱片的貢獻背後的故事。為Typa Girl填詞的Bekuh BOOM透露她自己曾在2021年於The Black Label的錄音室製作這首歌曲的樣本，且在當時原本以為Lisa可能會將其用於她的下一張個人單曲，因此在現在的歌曲版本出來時就進一步將其描述為“一首賦予女性權力的歌曲”。美國詞曲作家兼製作人弗雷迪·韋克斯勒在與朋友的即興演奏中構想Hard to Love，因此他在2022年6月將樣本歌曲發送給泰迪·朴，並且在第二天與Lisa和Rosé就透過視訊通話進行歌曲討論。他將這首歌描述為一個極其有機且快速的過程，而在接下來的一個月裡，他會與泰迪·朴和歌曲製作團隊進行FaceTime來討論團隊方給出的改變建議做討論。
Tally的填詞人討論這首歌曲的背後故事：「判斷力是很多女性都會遇到的東西，而這些來自BLACKPINK的歌詞是非常有影響力。」這首歌曲的靈感來自共同填詞人索拉雅·拉普雷德，她在與製作二人組Saltwives的會議上提出這個主題。在接受《滾石雜誌》訪談時，索拉雅·拉普雷德承認她多年前就創作過這首歌，但實際上她已經忘記這件事，歌曲製作人隨後透露，在澳洲歌曲作家納·鄧恩對這首歌表現出興趣並提出購買錄音版權後，她才記得這首歌曲。納·鄧恩在倫敦為Brian Lee演奏這首歌曲的樣本，後來將其發送給泰迪·朴，而泰迪·朴則親自挑選專輯中的每首歌曲。在專輯《BORN PINK》發行前，曾經從《THE ALBUM》的最後一首曲目中移除的Ready for Love在2020年10月上映的Netflix紀錄片中曝光其錄製過程。
上次與BLACKPINK合作製作首張錄音室專輯的歌曲製作人瑞恩·泰德在接受《早安美國》採訪時，證實他與成員Jennie和Rosé為即將發行的專輯創作歌曲。在描述這個過程時，瑞恩·泰德表示他的支持和貢獻在很大程度上是BLACKPINK的努力，儘管他曾負責多首歌曲的製作，但這些歌曲均未被成功收錄在正式發行的專輯曲目，不過他製作的其中一首歌曲THE GIRLS在2023年8月23日伴隨BLACKPINK官方遊戲《BLACKPINK THE GAME》正式上架而成為這個遊戲的官方原聲帶。

## 音樂與歌詞

### 作曲
《BORN PINK》共收錄8首歌曲，總長約24分鐘，其中3首歌曲被標示家长指导标识。這張專輯的風格包括嘻哈、流行、迪斯可、民謠、另類流行、流行搖滾、舞台摇滚、龐克、電子舞曲、泡泡糖流行和古典插曲等元素。身為創意總監，BLACKPINK和娜塔莉娅·柯斯、Willy Moon、Bekuh BOOM、R.Tee、Kush、泰迪·朴等製作人共同製作這張專輯。這張專輯的前半部分，其歌詞展現樂隊的“極其自信”和“不可觸碰的外表”，而後半部分則揭示充滿情感的民謠中的不安全感，至於這張快節奏且充滿英語氣息的專輯被描述為比其前身專輯《THE ALBUM》更加快速又閃亮。

### 歌曲
《BORN PINK》以先行單曲Pink Venom做開頭，這是一首基於嘻哈的歌曲，融合韓國傳統樂器元素與電子舞曲、流行說唱和中東音樂等曲風。從其歌詞上來看，它表達BLACKPINK的自信和甜蜜又致命的雙重身份，以及該團體日益增長的國際知名度。這首歌的歌詞從1990年代到2000年代發行歌曲做歌詞引用，包括Jennie的開頭歌詞「Kick in the door, waving the coco」演繹自聲名狼藉先生歌曲Kick in the Door的「Kick in the door, wavin' the .44」，而Lisa的「One by one, then two by two」則是致敬的出道單曲Pon de Replay。第二首歌曲Shut Down採樣最初由創作的經典作品La Campanella，混合嘻哈和陷阱、弦樂以及貝斯等元素。從其歌詞上來看，它包含關於該團體的名聲和成功的自我參照歌詞，同時告訴她們的仇恨者和懷疑者坐下來。與BLACKPINK長期合作的Bekuh BOOM主要為第三首歌曲Typa Girl填詞與製作，這首歌曲是一首電子嘻哈和流行歌曲，帶有陷阱節奏和強烈的80年代聲音，自信地講述著成為每個人都想要的類型，並強調不同類型音樂的潛力。
BLACKPINK成員Jisoo和Rosé參與專輯第四首歌曲Yeah Yeah Yeah的填詞，這是一首流行搖滾、合成器流行以及新浪潮的愉悅情歌，以復古合成器為特色，其作曲讓人回想起1980年代的音樂風格，並且在製作上以吉他的固定低音和Nu-disco的華麗為基礎。《星報》編者朴俊熙（박준희）指出：「充滿80年代氛圍的迪斯可風格曲調進入50秒大關，勾勒出年輕愛情和青春活力的歡快時刻，因此這首歌曲讓我們想起在明亮的月光下與愛人一起度過的夏夜。」而許多評論家將這首歌曲的製作與2020年發行的團體歌曲Lovesick Girls做比較，並發現BLACKPINK在Yeah Yeah Yeah的歌詞當中探討再次愛上一個完全出乎意料的人時的憂慮和痛苦。創作歌手弗雷迪·韋克斯勒作為共同作曲人和製作人參與第五首歌曲Hard to Love的創作，並由成員Rosé演唱。這首吉他流行歌曲融合90年代的搖滾元素，以柔和的鋼琴和復古的前奏為主導，與強勁的節奏節奏形成鮮明對比，並且以放克風格的吉他和貝斯來營造出輕快迪斯可和流行搖滾的聲音槽。在其歌詞當中，這位歌手表達對自己被愛的能力隱藏的不安全感。
娜塔莉娅·柯斯和Willy Moon共同製作第六首歌曲The Happiest Girl，為一首以三角鋼琴為特色的慢節奏鋼琴民謠，其歌詞以敘述者在想念某人的情況下尋找幸福的強烈意志為中心，並且用憂鬱的旋律傳達對滿足的渴望。充滿搖滾氣息的民謠Tally是一首節奏中速的流行歌曲，在前奏中融入嘻哈和搖滾元素以及脆脆的吉他，並且在其歌詞中討論積極性和實現人生目標的美好，而這首歌曲體現一種自由而優雅的情緒，讓BLACKPINK在展現自由精神的同時，公開談論做自己的重要性。這張專輯的最後一首歌曲Ready for Love是一首流行和舞曲流行歌曲，帶有閃閃發光的電子舞曲副歌和喇叭聲，以及類似於浩室流行的歡快器樂，因此可以讓BLACKPINK真正準備好拋開疑慮，慶祝未來。在談到《BORN PINK》的整體時，朴俊熙指出所有成員都有閃光的時刻，為BLACKPINK的音樂空間注入新鮮的聲音。

## 宣傳與發行
2022年9月16日，YG娛樂和新視鏡唱片共同對全球發行《BORN PINK》。

### 行銷
2022年8月19日發行先行單曲Pink Venom之後，於2022年MTV音樂錄影帶大獎表演這首歌曲，成為第一組登上該節目表演的K-POP女子團體，其音樂錄影帶在發布後24小時內取得9,040萬次觀看，超越此前由她們自己的歌曲How You Like That所保持的女藝人單日觀看次數最多的影片記錄。專輯第二首暨主打单曲Shut Down在2022年9月16日和其收錄專輯共同發行後，與Pink Venom一同登上美國告示牌百大單曲榜前25名以及告示牌全球二百大單曲榜冠軍。在先行單曲發行前，BLACKPINK與大逃殺遊戲《PUBG Mobile》合作，因此在2022年7月29日推出宣傳單曲Ready for Love。
2022年9月16日，在《BORN PINK》正式發行前一小時，BLACKPINK在其官方YouTube頻道舉辦線上直播活動，這段期間，在配合第二首單曲Shut Down概念的大舞台上，成員們揭開音樂錄影帶拍攝的各種幕後故事，討論他們未來的活動，並介紹專輯新歌和搶先一睹「Born Pink」世界巡迴演唱會。同日，BLACKPINK在宣傳新專輯和其主打歌曲Shut Down時受邀登上美國電台天狼星XM和102.7 KIIS-FM進行訪談。9月19日，BLACKPINK在美國ABC電視台的進行首次現場表演這首歌曲。從9月16日至18日期間，Spotify為了慶祝BLACKPINK發新專回歸而在洛杉磯舉辦「Born Pink: The Pop-Up Experience」活動。12月2日，BLACKPINK在YouTube發布實境秀《BORN PINK MEMORIES: B.P.M.》第一集，以紀錄她們做回歸準備到專輯宣傳的幕後花絮為主。

### 世巡演唱會

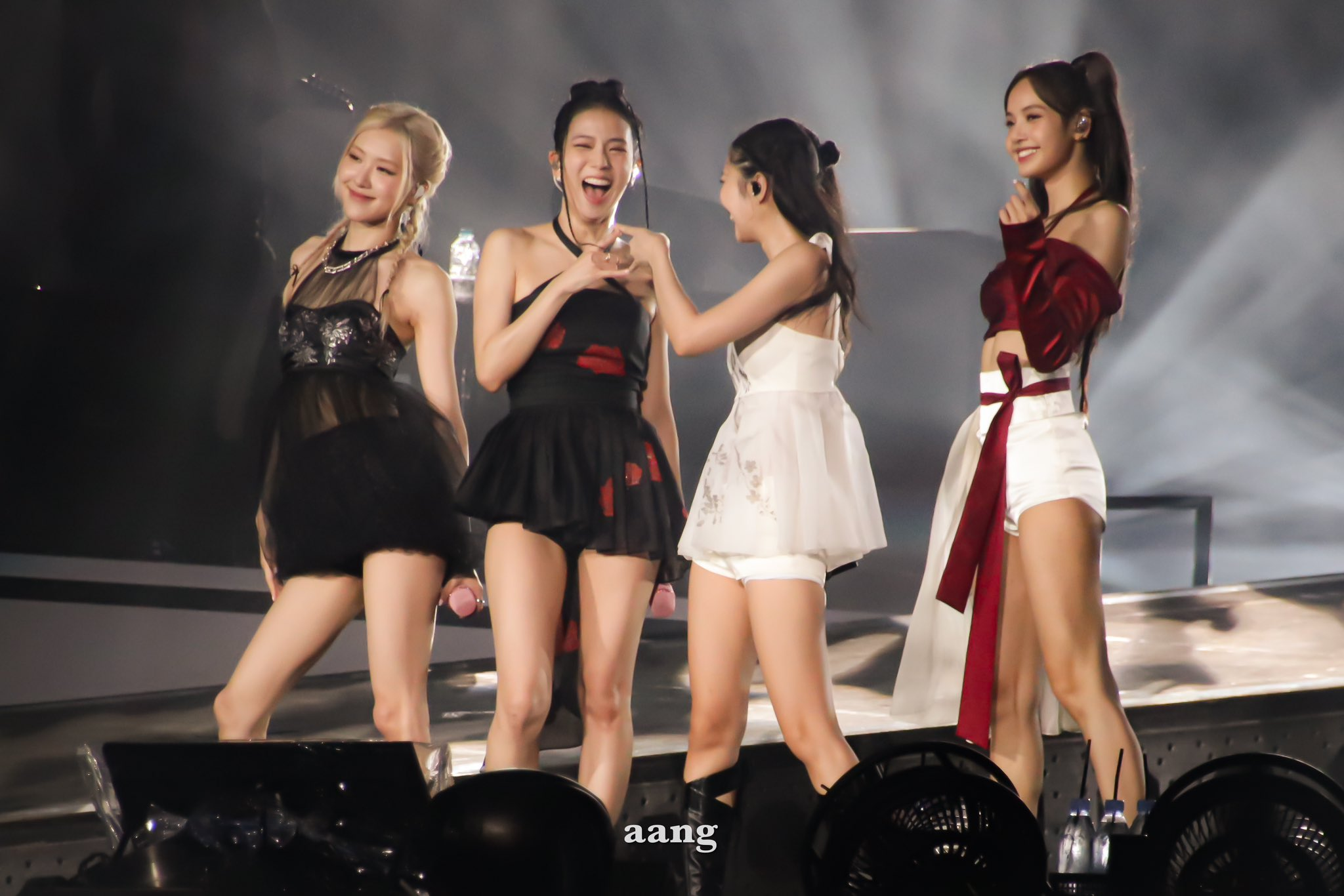
BLACKPINK在越南河內的「Born Pink世界巡迴演唱會」演出

2022年7月6日，YG娛樂確認BLACKPINK將在該年晚些時候舉辦史上最大規模的K-POP女團世界巡迴演唱會。2022年7月31日，據透露，該團體將會在該年9月發行第二張韓語錄音室專輯《BORN PINK》，並預計從該年10月開始舉辦「Born Pink」世界巡迴演唱會。2022年8月8日，BLACKPINK宣布將在2022年10月至2023年6月期間到亞洲、北美洲、歐洲、大洋洲等地開唱，因此這次的世巡於2022年10月15日從南韓首爾KSPO巨蛋開始展開，並且在該年10月到12月先後到北美洲和歐洲等地進行一系列的演出，隨後這次世巡在2023年1月至6月先後到亞洲、墨西哥、澳洲等地接連開唱，接著在2023年7月至8月到法國和美國舉辦安可場演出，最終回到南韓首爾高尺天空巨蛋舉辦最後兩場演出後，於2023年9月17日畫下這次世巡的句點。「Born Pink」世界巡迴演唱會在這段期間一共舉辦66場，並吸引180萬名觀眾入場，不僅成為參與人數最多的南韓女團演唱會，也因為其票房收入打破「Spice World – 2019 Tour」所保持的紀錄，而成為票房收入史上最高的女團巡迴演唱會。

## 發行版本
在發行《BORN PINK》時共推出3個不同實體版本，分別為套裝專輯版、Kit專輯版、黑膠唱片版，以及數位下載。套裝專輯版本包括粉紅色、黑色、灰色三種版本，每款都配有包裝盒、80頁寫真集、手風琴歌詞頁、照片卡、明信片、兩張即时成像胶片和一張貼紙。Kit專輯允許買家在智慧型手機上收聽專輯，其中包含一套1張照片小卡、歌詞和製作名單以及一張隨機拍立得小卡。粉紅黑膠唱片特別版預定在2022年12月30日發行。官方在2022年8月21日宣布推出第四種實體版本稱為“Digipacks”，共推出有四個版本，每位成員代表各自的“Digipacks”版本，於9月16日正式發行。數位音源封面藝術由兩個粉紅色的尖牙組成，並襯托在白色背景之下，團體的名稱和專輯的標題以灰色字體顯示在其下方。

## 專業評價
| 綜合得分                 | 綜合得分 |
| 來源                     | 評分     |
| ------------------------ | -------- |
|                          | 6.4/10   |
|                          | 70/100   |
| 評論得分                 |          |
| 來源                     | 評分     |
| AllMusic                 | [ 35 ]   |
| 《The Arts Desk》        | [ 86 ]   |
| 《Clash》                | 7/10     |
| 《伦敦旗帜晚报》         | [ 88 ]   |
| 《The Line of Best Fit》 | 5/10     |
| 《新音乐快递》           | [ 42 ]   |
| 《Pitchfork》            | 6.5/10   |
| 《滾石雜誌》             | [ 1 ]    |
| Sputnikmusic             | 2.7/5    |
| 《每日电讯报》           | [ 90 ]   |

《BORN PINK》受到音樂評論家的普遍好評。Metacritic對主流出版物的評論進行標準化評分（滿分100分），根據9條評論，這張專輯的加權平均分數為70分，表明「總體好評」。
《滾石雜誌》編者稱這張專輯為BLACKPINK生來製作的具有里程碑意義的流行專輯，並稱讚這些歌曲是極具影響力且激烈的搖滾歌曲。《韓國先驅報》編者朴俊熙（박준희）形容聽這張專輯就像咬了一顆糖果，你不知道他們這次會帶來什麼，但它永遠是一個甜蜜的驚喜。菲律賓有線電視新聞網記者文斯·費雷拉斯稱這張專輯是BLACKPINK從出道至今最成熟的專輯，也是最能展現四重奏顯著藝術成長的專輯。《每日电讯报》編者艾瑪·馬登將《BORN PINK》描述為地球上最大的女子組合聲音，她們將西方流行音樂的精華與浪漫、歡快而混亂的韓國情感結合在一起。Neil Z. Yeung在AllMusic的評論中認為《BORN PINK》憑藉更強大的製作、更個人化的歌詞以及無法遏制的大膽信念，而讓BLACKPINK更加成熟。《哈佛克里姆森報》編者艾麗莎·S·雷加薩讚揚這張專輯的創新製作和歌曲創作，並認為它突破韓國流行音樂產業的界限。《告示牌》將《BORN PINK》列入2022年最佳50張專輯名單之一，並指出它展示更成熟的BLACKPINK。
《Pitchfork》編者亞歷克斯·拉莫斯指出《BORN PINK》的其餘部分並沒有跟隨Pink Venom的腳步進行實驗，而是有更多相同的內容。為《新音乐快递》撰稿的塔努·拉吉表示在這張專輯中，BLACKPINK涉足流行音樂眾所周知的主題領域，但從瓶底的心碎中尋找安慰或吹噓自己是那種帶去「媽媽家」的女孩這樣意象並不是特別新奇。《告示牌》、《滾石雜誌》以及《Uproxx》將《BORN PINK》評為2022年發行的最佳專輯之一，其中收錄曲目Pink Venom和Shut Down均評為2022年最佳歌曲之二。

### 年終評價清單
| 發行物   | 清單                       | 排名   | 參考    |
| -------- | -------------------------- | ------ | ------- |
| 告示牌   | 2022年最佳50張專輯         | 42     | [ 94 ]  |
| 告示牌   | 2022年最佳50張K-POP專輯    | 19     | [ 97 ]  |
| PopCrush | 2022年最佳15張流行音樂專輯 | 不適用 | [ 98 ]  |
| 滾石雜誌 | 2022年最佳100張專輯        | 25     | [ 99 ]  |
| 滾石雜誌 | 2022年的20大專輯           | 20     | [ 100 ] |
| Uproxx   | 2022年最佳專輯             | 不適用 | [ 101 ] |
| Uproxx   | 2022年最佳K-POP專輯        | 不適用 | [ 102 ] |

## 獲獎與提名
| 年份 | 頒發機構                  | 獎項                    | 結果   | 參考    |
| ---- | ------------------------- | ----------------------- | ------ | ------- |
| 2022 | 亚洲流行音乐大奖          | 年度最佳专辑（海外）    | 獲獎   | [ 103 ] |
| 2022 | 亚洲流行音乐大奖          | 最佳制作人（海外）      | 獲獎   | [ 103 ] |
| 2022 | 亚洲流行音乐大奖          | 年度TOP20专辑（海外）   | 獲獎   | [ 103 ] |
| 2022 | 亚洲流行音乐大奖          | 大众选择奖（海外）      | 第五位 | [ 103 ] |
| 2022 | Genie音樂獎               | 年度專輯                | 提名   | [ 104 ] |
| 2022 | MAMA大獎                  | 年度專輯                | 提名   | [ 105 ] |
| 2022 | 甜瓜音樂獎                | 年度專輯                | 提名   | [ 106 ] |
| 2022 | RTHK國際流行音樂大獎      | 最佳韓文專輯            | 獲獎   | [ 107 ] |
| 2023 | Circle Chart Music Awards | 專輯部門年度歌手–第四季 | 提名   | [ 108 ] |
| 2023 | 金唱片獎                  | 唱片本賞                | 獲獎   | [ 109 ] |
| 2023 | 金唱片獎                  | 唱片大賞                | 提名   | [ 109 ] |
| 2023 | 首爾歌謠大賞              | 本賞                    | 獲獎   | [ 110 ] |

| 年份 | 頒發機構     | 項目                                    | 參考    |
| ---- | ------------ | --------------------------------------- | ------- |
| 2022 | 金氏世界紀錄 | 第一個登上英國專輯榜冠軍的K-POP女子團體 | [ 111 ] |
| 2022 | 金氏世界紀錄 | 第一個登上美國專輯榜冠軍的K-POP女子團體 | [ 112 ] |

## 商業表現

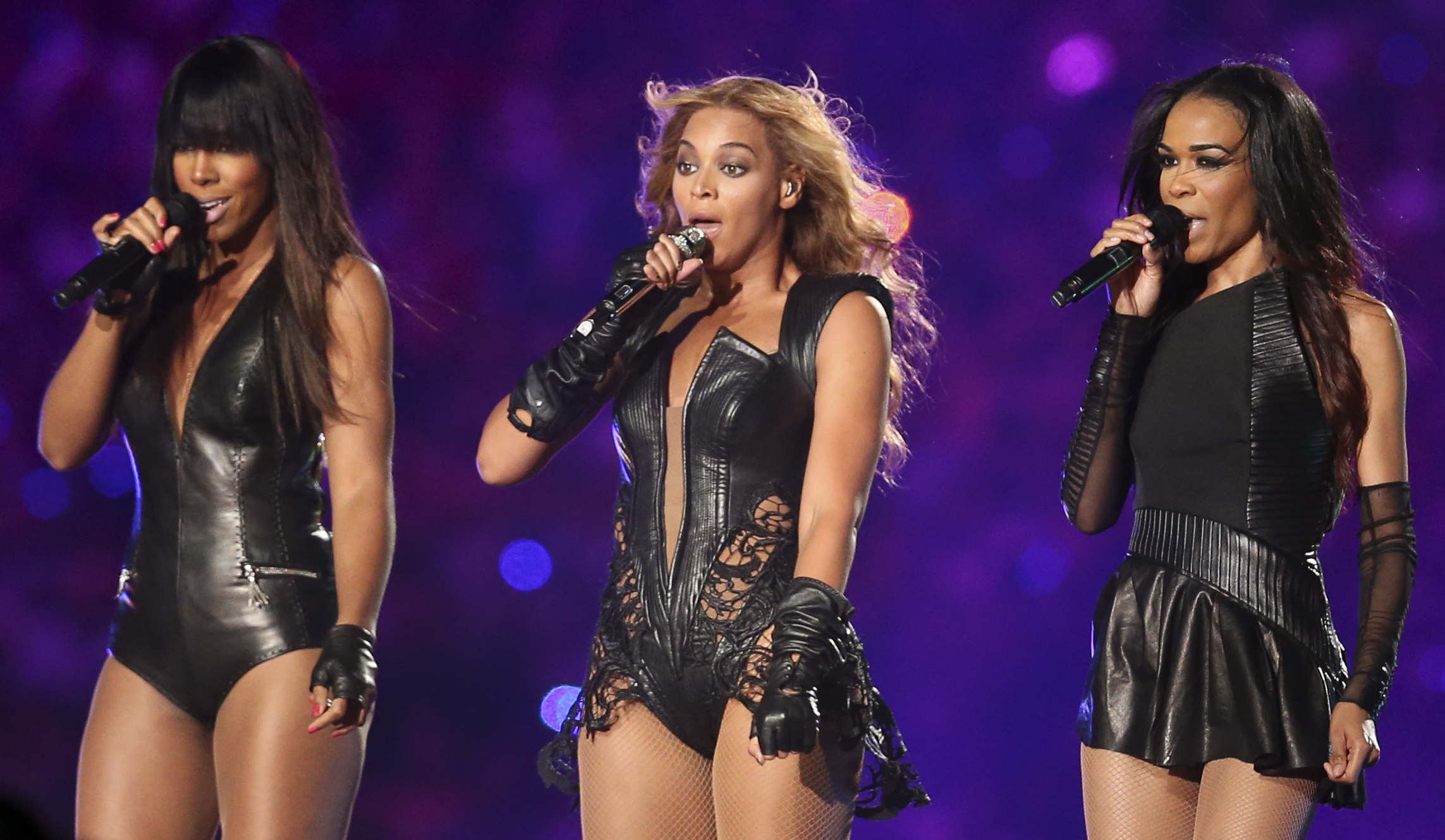
BLACKPINK成為繼2001年天命真女之後第一個同時登上美國和英國專輯排行榜榜首的女子組合。

2022年8月18日，YG娛樂確認《BORN PINK》的預購量在6天內突破150萬張，隨後又宣布該專輯於8月25日的全球預購量已超過200萬張，因此讓K-POP女藝人首次實現這樣專輯銷售的里程碑。專輯發行後，《BORN PINK》僅花12小時的時間在南韓Hanteo售出超過100萬張，因此成為第一張在該平台發行首日售出超過100萬張的K-POP女團專輯。隨後《BORN PINK》在2天內售出2,141,281張而登上Circle專輯榜冠軍，成為第一張售出超過200萬份的K-POP女團專輯，而Kit版本以59,718份銷量登上該榜單第4名，隨後這張專輯以2,457,206份銷量加上其Kit版本的60,000份銷量而空降9月份的Circle專輯月榜冠軍。
《BORN PINK》在美國以10.2萬個专辑等价单位登上告示牌二百大專輯榜冠軍，其中包括7.55萬張純專輯銷量、2.5萬個串流媒體當量銷量（來自3,749萬次點播流）和1,500個曲目當量銷量，因此成為首張登上該榜單冠軍的南韓女藝人專輯以及自2008年Danity Kane的專輯《Welcome to the Dollhouse》以來第一張登上該榜單冠軍的女團專輯。另外這張專輯以7.55萬份銷售量登上熱門專輯銷量榜冠軍，其中CD銷售量為6.4萬張，數位銷售量為1.15萬張，因此登上2022年專輯週銷量排行榜第7名，並且讓BLACKPINK成為繼至上女声组合、加油合唱團、TLC、天命真女、Danity Kane之後史上第8組登上告示牌二百大專輯榜冠軍的女子團體，而這張專輯在隔周以4萬個专辑等价单位跌落至第4名，其中純專輯銷量為2.6萬張。《BORN PINK》在英國也成為第一張登上英國專輯排行榜冠軍的K-POP女團專輯，因此讓這張專輯成為自2001年天命真女專輯《Survivor》以來首張同時登上美國和英國專輯排行榜冠軍的女團專輯。除此之外，《BORN PINK》在加拿大和葡萄牙的專輯排行榜登上冠軍，並且在荷蘭、法國、德國、立陶宛、瑞典和挪威的專輯排行榜登上前10名。
專輯中的所有八首歌曲總共吸引大約3.715億次串流量，全球下載量達到5.5萬次，因此這些歌曲在9月22日當周排行榜一同登上告示牌全球二百大單曲榜前100名，並且登上告示牌美國除外全球單曲榜前40名。其中Pink Venom和Shut Down都登上告示牌全球二百大單曲榜以及告示牌美國除外全球單曲榜冠軍，因此讓《BORN PINK》成為繼奧莉維亞·羅德里戈的專輯《SOUR》和防彈少年團的專輯《BE》之後第三張獲得多個告示牌全球二百大單曲榜冠軍的專輯以及繼《BE》之後第二張獲得多個告示牌美國除外全球單曲榜冠軍的專輯。根據國際唱片業協會（IFPI）的報告指出，這張專輯在2022年全球所有格式的暢銷專輯中排名第八，這也是BLACKPINK首張躋身全球所有格式銷售量前十名的專輯。另外該專輯在2022年全球純銷量排名第七，因此這也是BLACKPINK繼2020年發行的《THE ALBUM》之後第二張躋身全球純銷量前十名的專輯。

## 曲目列表
| 曲序     | 曲目                         |                                                                                   | 作曲                                                           | 編曲           | 时长  |
| -------- | ---------------------------- | --------------------------------------------------------------------------------- | -------------------------------------------------------------- | -------------- | ----- |
| 1.       | Pink Venom                   | 泰迪·朴 Danny Chung                                                               | 泰迪·朴 24 R.Tee Ido                                           | 24 R.Tee Ido   | 3:06  |
| 2.       | Shut Down                    | 泰迪·朴 Chung Vince                                                               | 泰迪·朴 24                                                     | 24             | 2:55  |
| 3.       | Typa Girl                    | Bekuh BOOM                                                                        | Bekuh BOOM Dominsuk                                            | Dominsuk       | 2:59  |
| 4.       | Yeah Yeah Yeah               | VVN Kush  Jisoo Rosé                                                 | Kush R.Tee VVN Ido                                             | R.Tee Kush Ido | 2:58  |
| 5.       | Hard to Love（Rosé個人獨唱） | 弗雷迪·韋克斯勒 （ 英语 ： Freddy Wexler） 比安卡·阿特伯里 （ 英语 ： Bianca Atterberry） 馬克斯·沃夫岡 泰迪·朴 | 弗雷迪·韋克斯勒 泰迪·朴 比安卡·阿特伯里 馬克斯·沃夫岡 24 R.Tee | 24 R.Tee       | 2:42  |
| 6.       | The Happiest Girl            | 娜塔莉娅·柯斯 Willy Moon  Paro                                       | 娜塔莉娅·柯斯 Willy Moon Paro 24                               | 24 Nohc        | 3:42  |
| 7.       | Tally                        | 納·鄧恩 （ 英语 ： Nat Dunn） 大衛·費蘭 亞歷克斯·奧里特 Brian Lee 索拉雅·拉普雷德         | 納·鄧恩 大衛·費蘭 亞歷克斯·奧里特 Brian Lee 索拉雅·拉普雷德 24 | 24             | 3:04  |
| 8.       | Ready for Love               | 泰迪·朴 VVN                                                                       | 泰迪·朴 VVN 24 Kush Bekuh BOOM                                 | 24             | 3:04  |
| 总时长： | 总时长：                     | 总时长：                                                                          | 总时长：                                                       | 总时长：       | 24:34 |

## 製作名單
以下名單可從專輯內頁和Tidal找到。
| 詞曲唱 - BLACKPINK – 創意總監 - Jisoo – 主唱（曲目1–4、6–8）、作詞（曲目4） - Jennie – 主唱（曲目1–4、6–8） - Rosé – 主唱（全部曲目）、作詞（曲目4） - Lisa – 主唱（曲目1–4、6–8） - 泰迪·朴 – 創意總監、作詞（曲目1、2、5、8）、作曲（曲目1、2、5、8） - Danny Chung – 作詞（曲目1、2） - 24 – 作曲（曲目1、2、5–8） - R.Tee – 作曲（曲目1、4、5） - Vince – 作詞（曲目2） - Bekuh BOOM – 作詞（曲目3）、作曲（曲目3、8） - Dominsuk – 作曲（曲目3） - Kush – 作詞（曲目4）、作曲（曲目4、8） - VVN – 作詞（曲目4、8）、作曲（曲目4、8） - 弗雷迪·韋克斯勒 – 作詞（曲目5）、作詞（曲目5） - 比安卡·阿特伯里 – 作詞（曲目5）、作詞（曲目5） - 馬克斯·沃夫岡 – 作詞（曲目5）、作詞（曲目5） - 娜塔莉娅·柯斯 – 作詞（曲目6）、作詞（曲目6） - Willy Moon – 作詞（曲目6）、作詞（曲目6） - Paro – 作詞（曲目6）、作詞（曲目6） - 納·鄧恩 – 作詞（曲目7）、作詞（曲目7） - 大衛·費蘭 – 作詞（曲目7）、作詞（曲目7） - 亞歷克斯·奧里特 – 作詞（曲目7）、作詞（曲目7） - Brian Lee – 作詞（曲目7）、作詞（曲目7） - 索拉雅·拉普雷德 – 作詞（曲目7） | 技術 - 泰迪·朴 – 製作（全部曲目） - 24 – 編曲（曲目1、2、5–8）、製作（曲目6）、混音（曲目1） - R.Tee – 編曲（曲目1、4、5）、混音（曲目1） - Ido – 編曲（曲目1、4）、混音（曲目1） - Dominsuk – 編曲（曲目3） - 弗雷迪·韋克斯勒 – 製作（曲目5） - Nohc – 編曲（曲目6）、製作（曲目6） - Paro – 製作（曲目6） - Youngju Bang – 錄音工程（全部曲目） - 喬許·古德溫 – 混音工程（全部曲目） - 克里斯·格林格 – 母帶後期錄音（全部曲目） 美術 - 樸泫雅、尹正潤（MMDD）；鄭孝珍、陸晟敏（YG）– 設計 - 崔載賢、徐斌、Ji Su Hong、趙顯吉、李正 – 視覺 - Yu Jin Jung – 音樂行銷 - 金熙俊 – 平面攝影 - Gee Eun、朴敏熙 – 造型 - 李善英、吳智惠 – 髮型 - 李明善（Woosun）、李英（Agency Garten）– 彩妝 - 朴恩敬（Unistella）– 美甲 經紀 - YG娛樂 – 執行製片 - 李祖容、安尤娜 – 專案負責人 - 裴敏慶、金信一、權文仁、全孝正、金智恩 – A&R - 金尹正、朴秀吉、鄭恩貞 – 發行人 - 朴憲杓 – 藝人經紀總監 - 李秉英、金世浩、金恩坤、Ho Sup Shin、朴鐘成、徐振元、李世羅、朴元載 – 藝人經紀 - 黃甫炅、楊敏淑 – 執行長 |

## 榜單表現
| 排行榜（2022~2023年）                     | 最高 排名 |
| ----------------------------------------- | --------- |
| 澳大利亞（ARIA專輯榜）                    | 2         |
| 奧地利（奧地利Ö3專輯榜）                  | 6         |
| 比利時法蘭德斯（Ultratop專輯榜）          | 3         |
| 比利時瓦隆（Ultratop專輯榜）              | 7         |
| 加拿大（《告示牌》Canadian Albums Chart） | 1         |
| 克羅埃西亞（HDU國際專輯榜）               | 1         |
| 丹麥（Hitlisten專輯榜）                   | 8         |
| 荷蘭（MegaCharts專輯榜）                  | 7         |
| 芬蘭（Suomen virallinen lista專輯榜）     | 3         |
| 法國（SNEP專輯榜）                        | 3         |
| 德國（Offizielle Top 100專輯榜）          | 3         |
| 希臘（IFPI專輯榜）                        | 12        |
| 匈牙利（MAHASZ專輯榜）                    | 4         |
| 冰島（Tónlistinn專輯榜）                  | 16        |
| 愛爾蘭（IRMA專輯榜）                      | 13        |
| 義大利（FIMI專輯榜）                      | 19        |
| 日本（Oricon專輯榜）                      | 3         |
| 日本（Oricon專輯合算榜）                  | 4         |
| 日本（告示牌熱門專輯榜）                  | 4         |
| 立陶宛（AGATA專輯榜）                     | 3         |
| 紐西蘭（RMNZ專輯榜）                      | 2         |
| 挪威（VG-lista專輯榜）                    | 6         |
| 波蘭（ZPAV專輯榜）                        | 3         |
| 葡萄牙（AFP專輯榜）                       | 1         |
| 蘇格蘭（OCC專輯榜）                       | 2         |
| 南韓（Circle專輯榜）                      | 1         |
| 南韓（Circle專輯榜） Kit version          | 4         |
| 南韓（Circle專輯榜） LP version           | 8         |
| 西班牙（PROMUSICAE專輯榜）                | 9         |
| 瑞典（Sverigetopplistan專輯榜）           | 8         |
| 瑞士（Schweizer Hitparade專輯榜）         | 7         |
| 英國（OCC專輯榜）                         | 1         |
| 美国（《告示牌》200）                     | 1         |

| 排行榜（2022~2023年）            | 最高 排名 |
| -------------------------------- | --------- |
| 日本（Oricon專輯榜）             | 8         |
| 南韓（Circle專輯榜）             | 1         |
| 南韓（Circle專輯榜） Kit version | 13        |
| 南韓（Circle專輯榜） LP version  | 28        |

| 排行榜（2022年）                  | 排名 |
| --------------------------------- | ---- |
| 法國（SNEP專輯榜）                | 137  |
| 德國（Offizielle Top 100專輯榜）  | 93   |
| 全球（IFPI專輯榜）                | 8    |
| 日本（告示牌下載專輯榜）          | 89   |
| 葡萄牙（AFP專輯榜）               | 33   |
| 南韓（Circle專輯榜）              | 4    |
| 英國（OCC卡式專輯榜）             | 8    |
| 美國（《告示牌》Top Album Sales） | 51   |

| 排行榜（2023年）                          | 排名 |
| ----------------------------------------- | ---- |
| 法國（SNEP專輯榜）                        | 139  |
| 匈牙利（MAHASZ專輯榜）                    | 71   |
| 波蘭（ZPAV專輯榜）                        | 97   |
| 南韓（Circle專輯榜）                      | 88   |
| 美國（《告示牌》Top Current Album Sales） | 77   |

## 銷售認證
| 地區                       | 认证    | 认证单位/销量 |
| -------------------------- | ------- | ------------- |
| 法国（法國唱片出版業公會） | 金      | 50,000‡       |
| 日本                       | —       | 34,475        |
| 波兰（波蘭音像製造商協會） | 金      | 10,000‡       |
| 韓國（韓國音樂內容協會）   | 2× 百万 | 2,930,663     |
| 英国（英国唱片业协会）     | 银      | 60,000‡       |
| 美國                       | —       | 101,500       |
| ‡僅含認證的+實際銷量       |         |               |

## 發行歷史
| 發行地區 | 發行日期       | 格式             | 廠牌             | 參考    |
| -------- | -------------- | ---------------- | ---------------- | ------- |
| 全球     | 2022年9月16日  | CD 數位下載 串流 | YG 新視鏡        | [ 181 ] |
| 南韓     | 2022年9月16日  | 全套專輯         | YG               | [ 182 ] |
| 法國     | 2022年9月16日  | 卡式录音带       | YG 新視鏡        |         |
| 德國     | 2022年9月16日  | 卡式录音带       | YG 新視鏡        |         |
| 西班牙   | 2022年9月16日  | 卡式录音带       | YG 新視鏡        |         |
| 英國     | 2022年9月16日  | 卡式录音带       | YG 新視鏡 宝丽多 | [ 183 ] |
| 日本     | 2022年9月21日  | CD               | YG 日本環球      | [ 184 ] |
| 南韓     | 2022年12月30日 | 黑膠唱片         | YG               | [ 185 ] |

## 外部連結
- 在Discogs上的《Born Pink》（发行列表）
- 在MusicBrainz上的Born Pink（发行列表）